# کولوشوو
کولوشوو (انگلیسی: Kulushevo) یک شهرک در شهرستان کارماسکالینسکی استان باشقیرستان کشور روسیه است.